# 薩拉曼卡羅馬橋

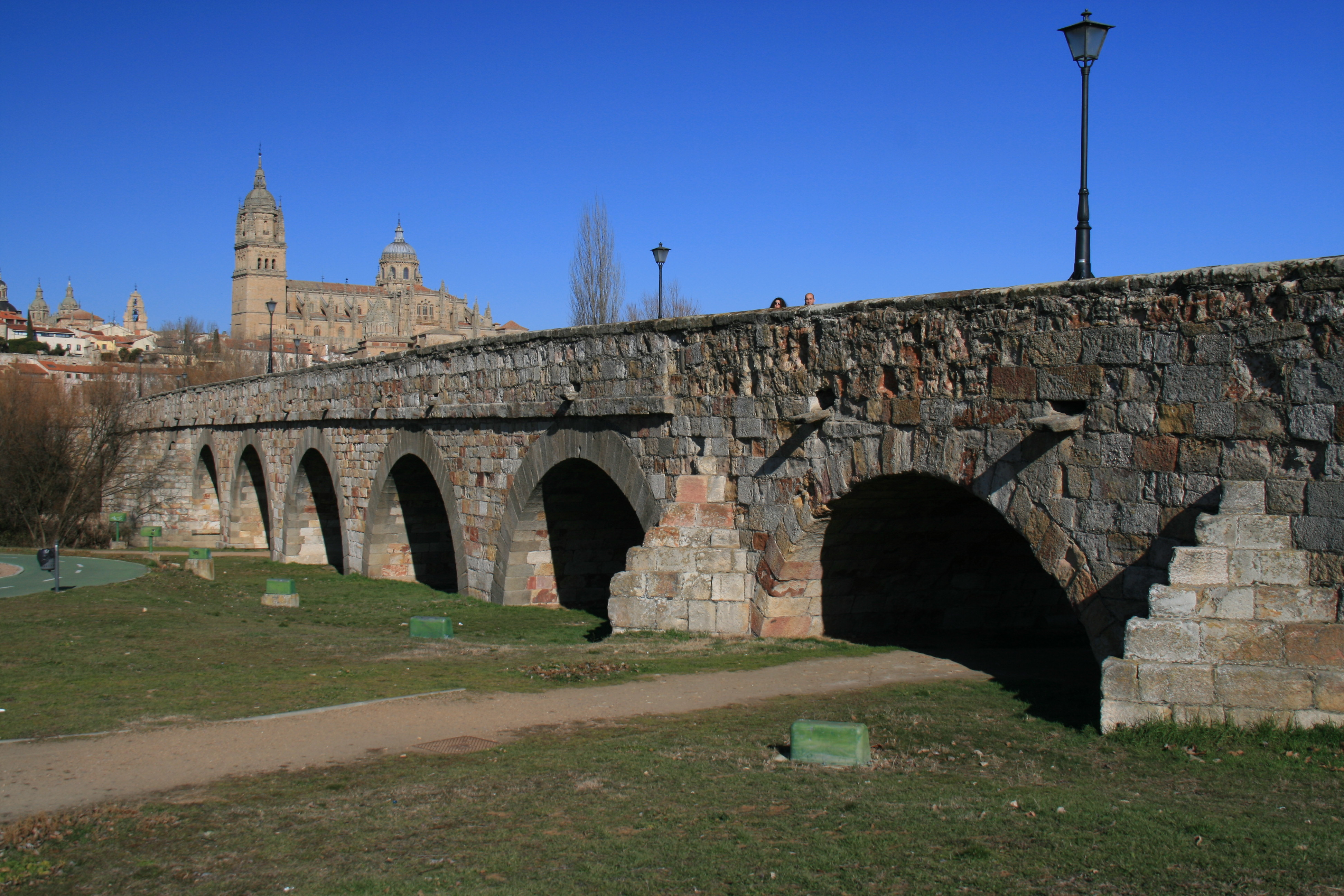

薩拉曼卡羅馬橋（Puente romano de Salamanca）是西班牙卡斯提亞-雷昂自治區城市薩拉曼卡的一座羅馬橋樑。這座橋樑跨過托爾梅斯河。1931年6月3日，該橋樑被列入西班牙國家文物古蹟。現在該橋由行人專用。